# Геба (город)
Геба (др.-евр. גֶּבַע‬; греч. Γαβαα; лат. Gabaa, дословно — «холм») — город, упоминаемый в еврейской Библии (Танах) и отождествлённый с Джебой, лежащей к северу от Иерусалима.
Данное поселение следует отличать от библейского города Гивы, также известного как Гиват Шауль, столицы царя Саула, отождествляемого с Тель-эль-Фул. Захария использует Гебу  в сочетании с Римоном для описания широтного охвата царства Иудеи (Зах. 14:10).

## Библейские источники
Это был 13 городов коэнов и левитов (Нав. 21:17, Неем. 11:31), расположенный на территории колена Вениамина на северной границе Иудейского царства (2Цар. 23:8), рядом с Рамой в земле Вениамина, к северу от Гивы (Ис. 10:29, Нав. 18:24, 18:28).
Во время войн первого еврейского царя Саула в Гебе размещался гарнизон филистимлян (1Цар. 13:3), но они были изгнаны Ионафаном.
Во время правления Асы, царя Иудеи, и Ваасы, царя Израиля, Геба была одним из двух городов, которые Аса построил из камней, которые Вааса использовал для укрепления Рамы (1Цар. 15:22; 2Пар. 16:6).

## Расположение
По словам Иосифа Флавия, «Габао» находился в 50 стадиях от Иерусалима, если подниматься по Бет-Хорону. Геба была отождествлена с Джебой, примерно в 5½ милях к северу от Иерусалима.